# NGC 4225
NGC 4225 је лентикуларна галаксија у сазвежђу Гавран која се налази на NGC листи објеката дубоког неба.
Деклинација објекта је - 12° 19' 37" а ректасцензија 12h 16m 38,3s. Привидна величина (магнитуда) објекта NGC 4225 износи 14,0 а фотографска магнитуда 14,9. NGC 4225 је још познат и под ознакама MCG -2-31-27, NPM1G -12.0397, IRAS 12140-1203, PGC 39337.